# Arxan
Arxan (tiếng Mông Cổ: Рашаан хот, Rashaan khot, thành phố màu xuân; tiếng Trung: 阿尔山市; bính âm: Ā'ěrshān Shì, Hán Việt:A Nhĩ Sơn thị) là một thành phố cấp huyện của minh Hưng An, khu tự trị Nội Mông Cổ, Trung Quốc.

## Hành chính

### Nhai đạo
- Lâm Hải (林海街道)
- Tân Thành (新城街道)
- Ôn Tuyền (温泉街道)

### Trấn
- Y Nhĩ Thí (伊尔施镇)
- Thiên Trì (天池镇)
- Bạch Lang (白狼镇)
- Ngũ Xá Câu (五岔沟镇)
- Minh Thủy (明水镇)

## Khí hậu
| Dữ liệu khí hậu của Arxan                | Dữ liệu khí hậu của Arxan | Dữ liệu khí hậu của Arxan | Dữ liệu khí hậu của Arxan | Dữ liệu khí hậu của Arxan | Dữ liệu khí hậu của Arxan | Dữ liệu khí hậu của Arxan | Dữ liệu khí hậu của Arxan | Dữ liệu khí hậu của Arxan | Dữ liệu khí hậu của Arxan | Dữ liệu khí hậu của Arxan | Dữ liệu khí hậu của Arxan | Dữ liệu khí hậu của Arxan | Dữ liệu khí hậu của Arxan |
| Tháng                                    | 1                         | 2                         | 3                         | 4                         | 5                         | 6                         | 7                         | 8                         | 9                         | 10                        | 11                        | 12                        | Năm                       |
| ---------------------------------------- | ------------------------- | ------------------------- | ------------------------- | ------------------------- | ------------------------- | ------------------------- | ------------------------- | ------------------------- | ------------------------- | ------------------------- | ------------------------- | ------------------------- | ------------------------- |
| Cao kỉ lục °C (°F)                       | 0.4 (32.7)                | 5.3 (41.5)                | 18.8 (65.8)               | 27.2 (81.0)               | 31.7 (89.1)               | 36.0 (96.8)               | 35.7 (96.3)               | 35.5 (95.9)               | 30.9 (87.6)               | 25.3 (77.5)               | 12.8 (55.0)               | 4.8 (40.6)                | 36.0 (96.8)               |
| Trung bình ngày tối đa °C (°F)           | −17.6 (0.3)               | −12.4 (9.7)               | −4.3 (24.3)               | 7.6 (45.7)                | 16.2 (61.2)               | 21.5 (70.7)               | 23.4 (74.1)               | 22.0 (71.6)               | 16.2 (61.2)               | 7.0 (44.6)                | −5.4 (22.3)               | −14.5 (5.9)               | 5.0 (41.0)                |
| Trung bình ngày °C (°F)                  | −24.8 (−12.6)             | −20.9 (−5.6)              | −11.7 (10.9)              | 0.7 (33.3)                | 8.6 (47.5)                | 14.3 (57.7)               | 17.1 (62.8)               | 15.1 (59.2)               | 8.2 (46.8)                | −0.7 (30.7)               | −12.4 (9.7)               | −21.2 (−6.2)              | −2.3 (27.9)               |
| Tối thiểu trung bình ngày °C (°F)        | −30.7 (−23.3)             | −27.6 (−17.7)             | −19.1 (−2.4)              | −6.3 (20.7)               | 0.2 (32.4)                | 6.5 (43.7)                | 10.8 (51.4)               | 8.7 (47.7)                | 1.3 (34.3)                | −7.2 (19.0)               | −18.6 (−1.5)              | −27.1 (−16.8)             | −9.1 (15.6)               |
| Thấp kỉ lục °C (°F)                      | −45.3 (−49.5)             | −45.0 (−49.0)             | −37.6 (−35.7)             | −27.6 (−17.7)             | −12.4 (9.7)               | −5.4 (22.3)               | −0.2 (31.6)               | −2.9 (26.8)               | −12.7 (9.1)               | −26.2 (−15.2)             | −36.9 (−34.4)             | −41.1 (−42.0)             | −45.3 (−49.5)             |
| Lượng Giáng thủy trung bình mm (inches)  | 6.2 (0.24)                | 5.4 (0.21)                | 10.1 (0.40)               | 20.5 (0.81)               | 35.1 (1.38)               | 76.2 (3.00)               | 116.3 (4.58)              | 83.7 (3.30)               | 46.1 (1.81)               | 22.7 (0.89)               | 10.0 (0.39)               | 9.1 (0.36)                | 441.4 (17.37)             |
| Số ngày giáng thủy trung bình (≥ 0.1 mm) | 16.0                      | 12.0                      | 11.2                      | 9.4                       | 9.6                       | 15.5                      | 17.9                      | 14.9                      | 11.7                      | 9.6                       | 13.6                      | 17.7                      | 159.1                     |
| Độ ẩm tương đối trung bình (%)           | 76                        | 74                        | 68                        | 55                        | 51                        | 67                        | 77                        | 78                        | 69                        | 64                        | 72                        | 76                        | 69                        |
| Số giờ nắng trung bình tháng             | 172.8                     | 199.4                     | 249.2                     | 236.5                     | 261.9                     | 230.5                     | 216.9                     | 222.9                     | 202.4                     | 198.8                     | 160.9                     | 145.3                     | 2.497,5                   |
| Phần trăm nắng có thể                    | 63                        | 69                        | 68                        | 59                        | 57                        | 49                        | 45                        | 51                        | 54                        | 59                        | 57                        | 55                        | 56                        |
| Nguồn:                                   |                           |                           |                           |                           |                           |                           |                           |                           |                           |                           |                           |                           |                           |